# إيرل ويت
إيرل ويت (بالإنجليزية: Earl Witte)‏ هو لاعب كرة قدم أمريكية أمريكي، ولد في 23 مارس 1907، وتوفي في 1 نوفمبر 1991.